# تنگه تسوگارو

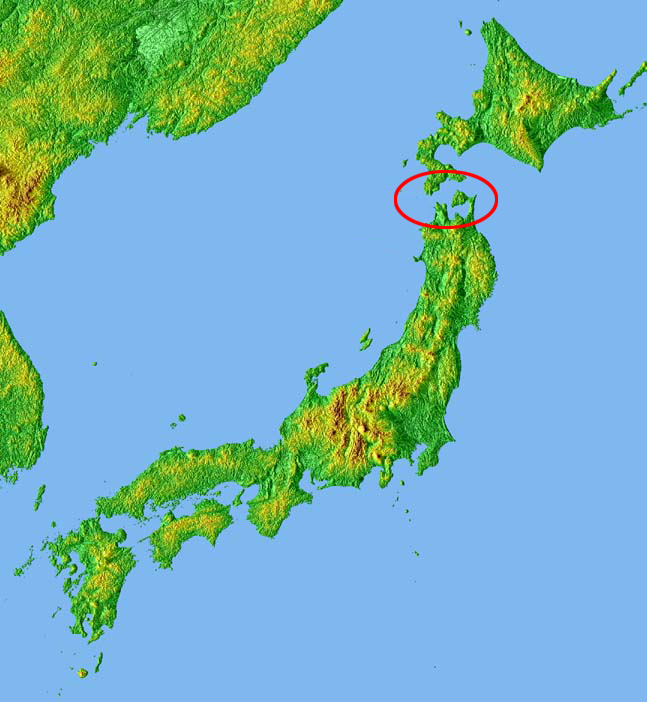
موقعیت تنگهٔ تسوگارو

تنگهٔ تسوگارو (به ژاپنی: 津軽海峡) (تسوگارو کایکیو) تنگهٔ میان جزیرهٔ هونشو و هوکایدو در ژاپن است. این تنگه، دریای ژاپن را به اقیانوس آرام شمالی می‌پیوندد. تونلی زیرزمینی به نام سیکان از زیر این تنگه می‌گذرد. پهنای تنگه از ۲۴ تا ۴۰ کیلومتر در تغییر است.
نام این تنگه از شهرستان تسوگارو در غرب استان آئوموری گرفته شده‌است. 